# Mario Cerutti
Mario Cerutti (Siena, 6 settembre 1907 – Siena, 22 giugno 2002) è stato un prefetto italiano.

## Carriera
Il 7 luglio del 1930 si laureò in Giurisprudenza presso l'Università di Siena.
Il 10 ottobre 1932 entrò in carriera, prestando servizio nelle sedi di Pisa e Roma. Dal 1936 al 1943 prestò servizio presso il Gabinetto del Ministero dell'Interno.
Il 25 ottobre 1954 fu nominato Prefetto, promosso alla prima classe il 16 marzo 1963 e confermato capo del servizio elettorale del Ministero con funzioni di ispettore generale.
Successivamente Cerutti fu Prefetto di Modena, Verona e dal giugno 1969 di Bologna con l'incarico anche di commissario del Governo nella Regione Emilia-Romagna.
Il 1º ottobre 1972 fu collocato a riposo per raggiunti limiti di età, conservando comunque l'incarico di Commissario del Governo nella Regione Emilia-Romagna.
Il 12 dicembre 1973 è stato nominato Consigliere di Stato, con effetti retrodatati a decorrere dal 22 dicembre 1972.
Morì il 22 giugno 2002 a Siena.

## Opere
- Mario Cerutti, La presentazione delle candidature per le elezioni comunali, in “Nuova Rassegna”, monografia.

## Onorificenze
- Nettuno d'oro per avere onorato con la propria attività professionale e pubblica la città di Bologna